# Frederick Campbell (3e comte Cawdor)
Pour les articles homonymes, voir Frederick Campbell et Campbell.
Frederick Archibald Vaughan Campbell, 3e comte Cawdor, (13 février 1847 - 8 février 1911), titré vicomte Emlyn de 1860 à 1898, est un homme politique conservateur britannique. Il sert brièvement comme Premier Lord de l'Amirauté entre mars et décembre 1905.

## Jeunesse et éducation
Il est le fils aîné de John Campbell (2e comte Cawdor), et de son épouse Sarah Mary, fille du général Henry Frederick Compton Cavendish. Il fait ses études au Collège d'Eton et à Christ Church, Oxford. Il grandit dans les domaines familiaux du sud du Pays de Galles et sa maturité en 1868 est un événement majeur dans la ville de Llandeilo. En 1874, il est nommé sous-lieutenant du comté d'Inverness.

## Carrière politique
Il est député conservateur du Carmarthenshire de 1874 à 1885. En 1885, la circonscription est divisée en deux et Emlyn se présente dans la nouvelle circonscription de West Carmarthenshire, bien que la plupart de ses biens familiaux se trouvent dans la partie orientale du comté. Ses chances y paraissaient négligeables étant donné la croissance de la population industrielle qui avait été un facteur clé du triomphe du candidat libéral, Edward Sartoris aux élections générales de 1868. Emlyn s'est opposé à l'autre député, le libéral WRH Powell, lui-même un ancien conservateur, qui a déclaré son soutien aux libéraux lors des élections de 1874. La victoire de Powell a mis fin à la carrière d'Emlyn dans la politique du Carmarthenshire.
Il devient comte en 1898 et a sert brièvement sous Arthur Balfour comme premier Lord de l'Amirauté. Lord Cawdor joue un rôle de premier plan dans l'opposition conservatrice au budget de Lloyd George de 1909 et dans la rédaction de résolutions pour la réforme de la Chambre des lords en 1910.
Il est également impliqué dans les affaires locales du Pembrokeshire et, en tant que président du Great Western Railway de 1895 à 1905, il améliore considérablement le service. En 1904, il est élu sans opposition en tant que membre du Conseil du comté de Pembrokeshire pour représenter la circonscription de Castlemartin.
Lord Cawdor est officier dans la milice d'artillerie de Carmarthen, où il est lieutenant-colonel aux commandes du 24 septembre 1892 jusqu'à sa retraite le 5 novembre 1902. Au cours de ces années, il est promu colonel et nommé aide de camp du roi Édouard VII.

## Famille
Lord Cawdor épouse Edith Georgiana Turnor, fille de Christopher Turnor, le 16 septembre 1868. Ils ont dix enfants. Il est décédé en février 1911, à l'âge de 63 ans, et son fils aîné Hugh lui succède. Lady Cawdor est décédée en 1926.